# 24 uur van Daytona 2012
De 24 uur van Daytona 2012 was de 50e editie van deze endurancerace. De race werd verreden op 28 en 29 januari 2012 op de Daytona International Speedway nabij Daytona Beach, Florida.
De race werd gewonnen door de Michael Shank Racing with Curb Agajanian #60 van A.J. Allmendinger, Oswaldo Negri jr., John Pew en Justin Wilson. Zij behaalden allemaal hun eerste Daytona-zege. De GT-klasse werd gewonnen door de Magnus Racing #44 van Andy Lally, Richard Lietz, John Potter en René Rast.

## Race
Winnaars in hun klasse zijn vetgedrukt.
| Pos. | Klasse | No. | Team                                              | Coureurs                                                                         | Chassis                    | Banden | Ronden |
| Pos. | Klasse | No. | Team                                              | Coureurs                                                                         | Motor                      | Banden | Ronden |
| ---- | ------ | --- | ------------------------------------------------- | -------------------------------------------------------------------------------- | -------------------------- | ------ | ------ |
| 1    | DP     | 60  | Michael Shank Racing with Curb Agajanian          | A.J. Allmendinger Oswaldo Negri jr. John Pew Justin Wilson                       | Riley Mk. XXVI             | C      | 761    |
| 1    | DP     | 60  | Michael Shank Racing with Curb Agajanian          | A.J. Allmendinger Oswaldo Negri jr. John Pew Justin Wilson                       | Ford 5.0L V8               | C      | 761    |
| 2    | DP     | 8   | Starworks Motorsport                              | Ryan Dalziel Lucas Luhr Allan McNish Alex Popow Enzo Potolicchio                 | Riley Mk. XXVI             | C      | 761    |
| 2    | DP     | 8   | Starworks Motorsport                              | Ryan Dalziel Lucas Luhr Allan McNish Alex Popow Enzo Potolicchio                 | Ford 5.0L V8               | C      | 761    |
| 3    | DP     | 6   | Michael Shank Racing with Curb Agajanian          | Jorge Goncalvez Michael McDowell Felipe Nasr Gustavo Yacamán                     | Riley Mk. XX               | C      | 761    |
| 3    | DP     | 6   | Michael Shank Racing with Curb Agajanian          | Jorge Goncalvez Michael McDowell Felipe Nasr Gustavo Yacamán                     | Ford 5.0L V8               | C      | 761    |
| 4    | DP     | 02  | Chip Ganassi Racing with Felix Sabates            | Scott Dixon Dario Franchitti Jamie McMurray Juan Pablo Montoya                   | Riley Mk. XXVI             | C      | 760    |
| 4    | DP     | 02  | Chip Ganassi Racing with Felix Sabates            | Scott Dixon Dario Franchitti Jamie McMurray Juan Pablo Montoya                   | BMW 5.0L V8                | C      | 760    |
| 5    | DP     | 5   | Action Express Racing                             | David Donohue Christian Fittipaldi Darren Law                                    | Corvette DP (Coyote CPM)   | C      | 758    |
| 5    | DP     | 5   | Action Express Racing                             | David Donohue Christian Fittipaldi Darren Law                                    | Chevrolet 5.0L V8          | C      | 758    |
| 6    | DP     | 01  | Chip Ganassi Racing with Felix Sabates            | Joey Hand Scott Pruett Graham Rahal Memo Rojas                                   | Riley Mk. XXVI             | C      | 757    |
| 6    | DP     | 01  | Chip Ganassi Racing with Felix Sabates            | Joey Hand Scott Pruett Graham Rahal Memo Rojas                                   | BMW 5.0L V8                | C      | 757    |
| 7    | DP     | 77  | Doran Racing                                      | Brian Frisselle Burt Frisselle Billy Johnson Jim Lowe Paul Tracy                 | Dallara DP-01              | C      | 748    |
| 7    | DP     | 77  | Doran Racing                                      | Brian Frisselle Burt Frisselle Billy Johnson Jim Lowe Paul Tracy                 | Ford 5.0L V8               | C      | 748    |
| 8    | DP     | 90  | Spirit of Daytona Racing                          | Antonio García Oliver Gavin Jan Magnussen Richard Westbrook                      | Corvette DP (Coyote CPM)   | C      | 746    |
| 8    | DP     | 90  | Spirit of Daytona Racing                          | Antonio García Oliver Gavin Jan Magnussen Richard Westbrook                      | Chevrolet 5.0L V8          | C      | 746    |
| 9    | DP     | 9   | Action Express Racing                             | João Barbosa Terry Borcheller J. C. France Max Papis                             | Corvette DP (Coyote CPM)   | C      | 739    |
| 9    | DP     | 9   | Action Express Racing                             | João Barbosa Terry Borcheller J. C. France Max Papis                             | Chevrolet 5.0L V8          | C      | 739    |
| 10   | DP     | 2   | Starworks Motorsport                              | Marco Andretti Ryan Hunter-Reay Scott Mayer Michael Valiante                     | Riley Mk. XX               | C      | 736    |
| 10   | DP     | 2   | Starworks Motorsport                              | Marco Andretti Ryan Hunter-Reay Scott Mayer Michael Valiante                     | Ford 5.0L V8               | C      | 736    |
| 11   | GT     | 44  | Magnus Racing                                     | Andy Lally Richard Lietz John Potter René Rast                                   | Porsche 997 GT3 Cup        | C      | 727    |
| 11   | GT     | 44  | Magnus Racing                                     | Andy Lally Richard Lietz John Potter René Rast                                   | Porsche 3.8L Flat-6        | C      | 727    |
| 12   | GT     | 67  | The Racer's Group                                 | Steven Bertheau Jeroen Bleekemolen Marc Goossens Wolf Henzler Spencer Pumpelly   | Porsche 997 GT3 Cup        | C      | 727    |
| 12   | GT     | 67  | The Racer's Group                                 | Steven Bertheau Jeroen Bleekemolen Marc Goossens Wolf Henzler Spencer Pumpelly   | Porsche 3.8L Flat-6        | C      | 727    |
| 13   | GT     | 59  | Brumos Racing                                     | Andrew Davis Hurley Haywood Leh Keen Marc Lieb                                   | Porsche 997 GT3 Cup        | C      | 726    |
| 13   | GT     | 59  | Brumos Racing                                     | Andrew Davis Hurley Haywood Leh Keen Marc Lieb                                   | Porsche 3.8L Flat-6        | C      | 726    |
| 14   | GT     | 57  | Stevenson Motorsports                             | Ronnie Bremer John Edwards Robin Liddell                                         | Chevrolet Camaro GT.R      | C      | 726    |
| 14   | GT     | 57  | Stevenson Motorsports                             | Ronnie Bremer John Edwards Robin Liddell                                         | Chevrolet 6.0L V8          | C      | 726    |
| 15   | GT     | 63  | Risi Competizione                                 | Olivier Beretta Andrea Bertolini Toni Vilander                                   | Ferrari 458 Italia         | C      | 726    |
| 15   | GT     | 63  | Risi Competizione                                 | Olivier Beretta Andrea Bertolini Toni Vilander                                   | Ferrari 4.5L V8            | C      | 726    |
| 16   | GT     | 70  | SpeedSource                                       | Jonathan Bomarito Marino Franchitti James Hinchcliffe Sylvain Tremblay           | Mazda RX-8                 | C      | 722    |
| 16   | GT     | 70  | SpeedSource                                       | Jonathan Bomarito Marino Franchitti James Hinchcliffe Sylvain Tremblay           | Mazda 2.0L 3-Rotor         | C      | 722    |
| 17   | GT     | 66  | The Racer's Group                                 | Dominik Farnbacher Ben Keating Patrick Pilet Allan Simonsen                      | Porsche 997 GT3 Cup        | C      | 721    |
| 17   | GT     | 66  | The Racer's Group                                 | Dominik Farnbacher Ben Keating Patrick Pilet Allan Simonsen                      | Porsche 3.8L Flat-6        | C      | 721    |
| 18   | GT     | 69  | AIM Autosport/Team FXDD Racing with Ferrari       | Emil Assentato Anthony Lazzaro Nick Longhi Jeff Segal                            | Ferrari 458 Italia         | C      | 716    |
| 18   | GT     | 69  | AIM Autosport/Team FXDD Racing with Ferrari       | Emil Assentato Anthony Lazzaro Nick Longhi Jeff Segal                            | Ferrari 4.5L V8            | C      | 716    |
| 19   | DP     | 76  | Krohn Racing                                      | Colin Braun Niclas Jönsson Tracy Krohn Ricardo Zonta                             | Lola B08/70                | C      | 713    |
| 19   | DP     | 76  | Krohn Racing                                      | Colin Braun Niclas Jönsson Tracy Krohn Ricardo Zonta                             | Ford 5.0L V8               | C      | 713    |
| 20   | GT     | 88  | Autohaus Motorsports                              | Paul Edwards Matthew Marsh Tommy Milner Jordan Taylor                            | Chevrolet Camaro GT.R      | C      | 713    |
| 20   | GT     | 88  | Autohaus Motorsports                              | Paul Edwards Matthew Marsh Tommy Milner Jordan Taylor                            | Chevrolet 6.0L V8          | C      | 713    |
| 21   | GT     | 40  | Dempsey Racing                                    | Patrick Dempsey Charles Espenlaub Joe Foster Tom Long Charles Putman             | Mazda RX-8                 | C      | 713    |
| 21   | GT     | 40  | Dempsey Racing                                    | Patrick Dempsey Charles Espenlaub Joe Foster Tom Long Charles Putman             | Mazda 2.0L 3-Rotor         | C      | 713    |
| 22   | GT     | 32  | Orbit Racing/GMG                                  | Nicolas Armindo Bret Curtis Shane Lewis James Sofronas Lance Willsey             | Porsche 997 GT3 Cup        | C      | 713    |
| 22   | GT     | 32  | Orbit Racing/GMG                                  | Nicolas Armindo Bret Curtis Shane Lewis James Sofronas Lance Willsey             | Porsche 3.8L Flat-6        | C      | 713    |
| 23   | GT     | 42  | Team Sahlen                                       | Dane Cameron Joe Nonnamaker Wayne Nonnamaker Will Nonnamaker                     | Mazda RX-8                 | C      | 711    |
| 23   | GT     | 42  | Team Sahlen                                       | Dane Cameron Joe Nonnamaker Wayne Nonnamaker Will Nonnamaker                     | Mazda 2.0L 3-Rotor         | C      | 711    |
| 24   | GT     | 03  | Extreme Speed Motorsports                         | Ed Brown Guy Cosmo Scott Sharp Johannes van Overbeek                             | Ferrari 458 Italia         | C      | 707    |
| 24   | GT     | 03  | Extreme Speed Motorsports                         | Ed Brown Guy Cosmo Scott Sharp Johannes van Overbeek                             | Ferrari 4.5L V8            | C      | 707    |
| 25   | GT     | 24  | Alex Job Racing                                   | Michael Avenatti Bob Faieta Fred Poordad Bill Sweedler Cort Wagner               | Porsche 997 GT3 Cup        | C      | 707    |
| 25   | GT     | 24  | Alex Job Racing                                   | Michael Avenatti Bob Faieta Fred Poordad Bill Sweedler Cort Wagner               | Porsche 3.8L Flat-6        | C      | 707    |
| 26   | GT     | 45  | Flying Lizard Motorsports with Wright Motorsports | Jörg Bergmeister Patrick Long Seth Neiman Mike Rockenfeller                      | Porsche 997 GT3 Cup        | C      | 706    |
| 26   | GT     | 45  | Flying Lizard Motorsports with Wright Motorsports | Jörg Bergmeister Patrick Long Seth Neiman Mike Rockenfeller                      | Porsche 3.8L Flat-6        | C      | 706    |
| 27   | GT     | 93  | Turner Motorsport                                 | Bill Auberlen Paul Dalla Lana Michael Marsal Dirk Müller Dirk Werner             | BMW M3                     | C      | 691    |
| 27   | GT     | 93  | Turner Motorsport                                 | Bill Auberlen Paul Dalla Lana Michael Marsal Dirk Müller Dirk Werner             | BMW 5.0L V8                | C      | 691    |
| 28   | GT     | 23  | Alex Job Racing                                   | Emmanuel Collard Marco Holzer Butch Leitzinger Cooper MacNeil                    | Porsche 997 GT3 Cup        | C      | 689    |
| 28   | GT     | 23  | Alex Job Racing                                   | Emmanuel Collard Marco Holzer Butch Leitzinger Cooper MacNeil                    | Porsche 3.8L Flat-6        | C      | 689    |
| 29   | GT     | 26  | NGT Motorsport                                    | Henrique Cisneros Sean Edwards Carlos Kauffmann Nick Tandy                       | Porsche 997 GT3 Cup        | C      | 688    |
| 29   | GT     | 26  | NGT Motorsport                                    | Henrique Cisneros Sean Edwards Carlos Kauffmann Nick Tandy                       | Porsche 3.8L Flat-6        | C      | 688    |
| 30   | GT     | 64  | The Racer's Group                                 | Gaetano Ardagna Eduardo Costabal Emilio Di Guida Santiago Orjuela Eliseo Salazar | Porsche 997 GT3 Cup        | C      | 688    |
| 30   | GT     | 64  | The Racer's Group                                 | Gaetano Ardagna Eduardo Costabal Emilio Di Guida Santiago Orjuela Eliseo Salazar | Porsche 3.8L Flat-6        | C      | 688    |
| 31   | GT     | 22  | Bullet Racing                                     | Randy Blaylock Darryl O'Young Kevin Roush Brett Van Blankers Joe White           | Porsche 997 GT3 Cup        | C      | 681    |
| 31   | GT     | 22  | Bullet Racing                                     | Randy Blaylock Darryl O'Young Kevin Roush Brett Van Blankers Joe White           | Porsche 3.8L Flat-6        | C      | 681    |
| 32   | DP     | 50  | Predator/Alegra                                   | Byron DeFoor Elliott Forbes-Robinson Brian Johnson Jim Pace Carlos de Quesada    | Riley Mk. XI               | C      | 672    |
| 32   | DP     | 50  | Predator/Alegra                                   | Byron DeFoor Elliott Forbes-Robinson Brian Johnson Jim Pace Carlos de Quesada    | BMW 5.0L V8                | C      | 672    |
| 33   | DP     | 99  | GAINSCO/Bob Stallings Racing                      | Jon Fogarty Memo Gidley Alex Gurney                                              | Corvette DP (Riley XXVI)   | C      | 672    |
| 33   | DP     | 99  | GAINSCO/Bob Stallings Racing                      | Jon Fogarty Memo Gidley Alex Gurney                                              | Chevrolet 5.0L V8          | C      | 672    |
| 34   | GT     | 82  | Dick Greer Racing                                 | John Fergus John Finger Dick Greer Mark Hotchkis Owen Trinkler                   | Porsche 997 GT3 Cup        | C      | 665    |
| 34   | GT     | 82  | Dick Greer Racing                                 | John Fergus John Finger Dick Greer Mark Hotchkis Owen Trinkler                   | Porsche 3.8L Flat-6        | C      | 665    |
| 35   | GT     | 56  | AF-Waltrip                                        | Rui Águas Robert Kauffman Travis Pastrana Michael Waltrip                        | Ferrari 458 Italia         | C      | 645    |
| 35   | GT     | 56  | AF-Waltrip                                        | Rui Águas Robert Kauffman Travis Pastrana Michael Waltrip                        | Ferrari 4.5L V8            | C      | 645    |
| 36   | GT     | 65  | The Racer's Group                                 | Joe Castellano Spencer Cox Mike Hedlund Jack McCarthy Jim Michaelian             | Porsche 997 GT3 Cup        | C      | 643    |
| 36   | GT     | 65  | The Racer's Group                                 | Joe Castellano Spencer Cox Mike Hedlund Jack McCarthy Jim Michaelian             | Porsche 3.8L Flat-6        | C      | 643    |
| 37   | GT     | 68  | The Racer's Group                                 | Chris Cumming Kévin Estre Damien Faulkner Carlos Gómez Ben Keating               | Porsche 997 GT3 Cup        | C      | 640    |
| 37   | GT     | 68  | The Racer's Group                                 | Chris Cumming Kévin Estre Damien Faulkner Carlos Gómez Ben Keating               | Porsche 3.8L Flat-6        | C      | 640    |
| DNF  | GT     | 55  | Acumen Motorsport                                 | Frank Del Vecchio Doug Grunnet Tony Kester Scott McKee Randy Pobst               | Porsche 997 GT3 Cup        | C      | 626    |
| DNF  | GT     | 55  | Acumen Motorsport                                 | Frank Del Vecchio Doug Grunnet Tony Kester Scott McKee Randy Pobst               | Porsche 3.8L Flat-6        | C      | 626    |
| 39   | GT     | 18  | Mühlner Motorsports America                       | Davy Jones Bill Lester John McCutchen Mark Thomas                                | Porsche 997 GT3 Cup        | C      | 609    |
| 39   | GT     | 18  | Mühlner Motorsports America                       | Davy Jones Bill Lester John McCutchen Mark Thomas                                | Porsche 3.8L Flat-6        | C      | 609    |
| 40   | GT     | 41  | Dempsey Racing                                    | Ian James Rick Johnson Don Kitch jr. Scott Maxwell Dan Rogers                    | Mazda RX-8                 | C      | 608    |
| 40   | GT     | 41  | Dempsey Racing                                    | Ian James Rick Johnson Don Kitch jr. Scott Maxwell Dan Rogers                    | Mazda 2.0L 3-Rotor         | C      | 608    |
| 41   | GT     | 12  | Alliance Autosport                                | Jon Miller Hal Prewitt Scott Rettich Matt Schneider Darryl Shoff                 | Porsche 997 GT3 Cup        | C      | 604    |
| 41   | GT     | 12  | Alliance Autosport                                | Jon Miller Hal Prewitt Scott Rettich Matt Schneider Darryl Shoff                 | Porsche 3.8L Flat-6        | C      | 604    |
| 42   | GT     | 19  | Mühlner Motorsports America                       | Scott Dollahite Ian Nater Rhett O'Doski Marco Seefried Derek Whitis              | Porsche 997 GT3 Cup        | C      | 599    |
| 42   | GT     | 19  | Mühlner Motorsports America                       | Scott Dollahite Ian Nater Rhett O'Doski Marco Seefried Derek Whitis              | Porsche 3.8L Flat-6        | C      | 599    |
| DNF  | GT     | 75  | Stevenson Motorsports                             | Matt Bell Al Carter Eric Curran Hugh Plumb                                       | Chevrolet Camaro GT.R      | C      | 577    |
| DNF  | GT     | 75  | Stevenson Motorsports                             | Matt Bell Al Carter Eric Curran Hugh Plumb                                       | Chevrolet 6.0L V8          | C      | 577    |
| 44   | GT     | 51  | APR Motorsport                                    | Ian Baas Nelson Canache jr. Jim Norman Emanuele Pirro Dion von Moltke            | Audi R8                    | C      | 447    |
| 44   | GT     | 51  | APR Motorsport                                    | Ian Baas Nelson Canache jr. Jim Norman Emanuele Pirro Dion von Moltke            | Audi 5.2L V10              | C      | 447    |
| 45   | GT     | 74  | Oryx Racing                                       | Humaid Al Masaood Saeed Al Mehairi Steven Kane                                   | Audi R8                    | C      | 202    |
| 45   | GT     | 74  | Oryx Racing                                       | Humaid Al Masaood Saeed Al Mehairi Steven Kane                                   | Audi 5.2L V10              | C      | 202    |
| 46   | GT     | 17  | Burtin Racing with Goldcrest Motorsports          | Sebastian Asch Jack Baldwin Claudio Burtin Martin Ragginger Bryan Sellers        | Porsche 997 GT3 Cup        | C      | 424    |
| 46   | GT     | 17  | Burtin Racing with Goldcrest Motorsports          | Sebastian Asch Jack Baldwin Claudio Burtin Martin Ragginger Bryan Sellers        | Porsche 3.8L Flat-6        | C      | 424    |
| DNF  | GT     | 20  | Liqui Moly Team Engstler/Mitchum Motorsports      | Jade Buford Franz Engstler David Murry Gunter Schaldach                          | Porsche 997 GT3 Cup        | C      | 416    |
| DNF  | GT     | 20  | Liqui Moly Team Engstler/Mitchum Motorsports      | Jade Buford Franz Engstler David Murry Gunter Schaldach                          | Porsche 3.8L Flat-6        | C      | 416    |
| DNF  | GT     | 34  | Orbit Racing/GMG                                  | Michael DeFontes Phil Fogg Miroslav Konopka Jan Vonka Ronald van de Laar         | Porsche 997 GT3 Cup        | C      | 383    |
| DNF  | GT     | 34  | Orbit Racing/GMG                                  | Michael DeFontes Phil Fogg Miroslav Konopka Jan Vonka Ronald van de Laar         | Porsche 3.8L Flat-6        | C      | 383    |
| 49   | GT     | 4   | Magnus Racing                                     | Justin Bell Ryan Eversley Daniel Graeff Ron Yarab jr.                            | Porsche 997 GT3 Cup        | C      | 310    |
| 49   | GT     | 4   | Magnus Racing                                     | Justin Bell Ryan Eversley Daniel Graeff Ron Yarab jr.                            | Porsche 3.8L Flat-6        | C      | 310    |
| DNF  | GT     | 36  | Yellow Dragon Motorsports                         | Jarett Andretti John Andretti Taylor Hacquard Anders Krohn                       | Mazda RX-8                 | C      | 270    |
| DNF  | GT     | 36  | Yellow Dragon Motorsports                         | Jarett Andretti John Andretti Taylor Hacquard Anders Krohn                       | Mazda 2.0L 3-Rotor         | C      | 270    |
| DNF  | GT     | 15  | Rick Ware Racing                                  | Chris Cook Jeffrey Earnhardt Doug Harrington Timmy Hill John Ware jr.            | Ford Mustang               | C      | 256    |
| DNF  | GT     | 15  | Rick Ware Racing                                  | Chris Cook Jeffrey Earnhardt Doug Harrington Timmy Hill John Ware jr.            | Ford 5.0L V8               | C      | 256    |
| DNF  | GT     | 48  | Paul Miller Racing                                | Rob Bell Sascha Maassen Bryce Miller Mark Wilkins                                | Porsche 997 GT3 Cup        | C      | 224    |
| DNF  | GT     | 48  | Paul Miller Racing                                | Rob Bell Sascha Maassen Bryce Miller Mark Wilkins                                | Porsche 3.8L Flat-6        | C      | 224    |
| DNF  | GT     | 46  | Michael Baughman Racing                           | Michael Baughman Ivo Breukers Armand Fumal Ray Mason Jeff Nowicki                | Chevrolet Corvette         | C      | 172    |
| DNF  | GT     | 46  | Michael Baughman Racing                           | Michael Baughman Ivo Breukers Armand Fumal Ray Mason Jeff Nowicki                | Chevrolet 6.2L V8          | C      | 172    |
| DNF  | GT     | 62  | Risi Competizione                                 | Gianmaria Bruni Giancarlo Fisichella Raphael Matos                               | Ferrari 458 Italia         | C      | 154    |
| DNF  | GT     | 62  | Risi Competizione                                 | Gianmaria Bruni Giancarlo Fisichella Raphael Matos                               | Ferrari 4.5L V8            | C      | 154    |
| DNF  | GT     | 87  | Racer's Edge Motorsports                          | Tony Ave Jan Heylen Doug Peterson Maxime Soulet Emilio Valverde                  | Dodge Viper                | C      | 101    |
| DNF  | GT     | 87  | Racer's Edge Motorsports                          | Tony Ave Jan Heylen Doug Peterson Maxime Soulet Emilio Valverde                  | Dodge 8.0L V10             | C      | 101    |
| DNF  | GT     | 94  | Turner Motorsport                                 | Bill Auberlen Paul Dalla Lana Billy Johnson Dirk Müller Boris Said               | BMW M3                     | C      | 86     |
| DNF  | GT     | 94  | Turner Motorsport                                 | Bill Auberlen Paul Dalla Lana Billy Johnson Dirk Müller Boris Said               | BMW 5.0L V8                | C      | 86     |
| DNF  | GT     | 43  | Team Sahlen                                       | Joe Nonnamaker Wayne Nonnamaker Will Nonnamaker                                  | Mazda RX-8                 | C      | 21     |
| DNF  | GT     | 43  | Team Sahlen                                       | Joe Nonnamaker Wayne Nonnamaker Will Nonnamaker                                  | Mazda 2.0L 3-Rotor         | C      | 21     |
| DNF  | DP     | 10  | SunTrust Racing                                   | Max Angelelli Ryan Briscoe Ricky Taylor                                          | Corvette DP (Dallara DP01) | C      | 14     |
| DNF  | DP     | 10  | SunTrust Racing                                   | Max Angelelli Ryan Briscoe Ricky Taylor                                          | Chevrolet 5.0L V8          | C      | 14     |

1962 · 1963 · 1964 · 1965 · 1966 · 1967 · 1968 · 1969 · 1970 · 1971 · 1972 · 1973 · 1974 · 1975 · 1976 · 1977 · 1978 · 1979 · 1980 · 1981 · 1982 · 1983 · 1984 · 1985 · 1986 · 1987 · 1988 · 1989 · 1990 · 1991 · 1992 · 1993 · 1994 · 1995 · 1996 · 1997 · 1998 · 1999 · 2000 · 2001 · 2002 · 2003 · 2004 · 2005 · 2006 · 2007 · 2008 · 2009 · 2010 · 2011 · 2012 · 2013 · 2014 · 2015 · 2016 · 2017 · 2018 · 2019 · 2020 · 2021 · 2022 · 2023 · 2024 · 2025